# عبدللینو (شهرستان گافوریسکی، باشقیرستان)
عبدللینو (انگلیسی: Abdullino, Gafuriysky District, Bashkortostan) یک شهرک در شهرستان گافوریسکی استان باشقیرستان کشور روسیه است.